# Alexander Golitzen
Alexander Golitzen (* 28. Februar 1908 als Alexander Alexandrowitsch Galitzin in Moskau; † 26. Juli 2005 in San Diego, Kalifornien) war ein US-amerikanischer Filmarchitekt.

## Leben und Wirken
Golitzen entstammte dem alten Adelsgeschlecht der Golizyn. Seine Eltern, der Arzt Alexander Golizyn (1876–1951) und dessen Frau Ljubow, geborene Glebowa (1882–1948), flohen mit Alexander und seinen Geschwistern Olga, Marina, Natalia und Georg nach der Oktoberrevolution zunächst nach Tjumen in Westsibirien. Dort gerieten sie in die Wirren des Russischen Bürgerkrieges und setzten ihre Flucht etappenweise nach Osten fort, wobei Alexanders Vater von der übrigen Familie getrennt wurde. Schließlich fanden die Familienmitglieder wieder zusammen und erreichten die Mandschurei, wo sie eine Weile in Harbin lebten und Alexanders Vater, wie schon an den vorhergehenden Aufenthaltsorten, als Arzt praktizierte. Am 7. Oktober 1923 kam Alexanders Vater als Mitarbeiter des Roten Kreuzes nach Seattle, seine Familie folgte ihm im darauffolgenden Jahr.
An der University of Washington studierte Alexander Architektur. 1933 zog er nach Los Angeles, wo er Assistent des ebenfalls russischstämmigen Alexander Toluboff wurde. Zuerst arbeitete er bei Metro-Goldwyn-Mayer als Maler an den Kulissen von Königin Christine (Queen Christina). 1935 begann er für diverse Studios und unabhängige Produzenten wie Samuel Goldwyn und Walter Wanger als Art Director zu arbeiten. Seit dem Film Arabische Nächte (Arabian Nights, 1942) arbeitete er für die Universal Studios. In der Zwischenzeit, am 28. April 1936, wurde er eingebürgert.
Während die meisten Filmarchitekten unbekannt blieben, konnte sich Alexander Golitzen einen geradezu legendären Ruf erarbeiten, dem höchstens noch der von Cedric Gibbons gleichkommt. Er arbeitete an weit über 300 Kinofilmen mit und konnte vielen von ihnen seinen Stempel aufdrücken. Vor allem Technicolorfilme waren sein Spezialgebiet, für die ihm ein großes Talent und Einfühlungsvermögen nachgesagt wurde. Allerdings war er auch ein Meister des Schwarzweißfilms, was sein Oscar für Wer die Nachtigall stört zeigte.
Seit 1954 war Golitzen Supervising Art Director bei Universal, ein Posten, den er bis zu seiner Pensionierung 1974 innehatte. Er verabschiedete sich vom Filmgeschäft mit einem letzten großen Auftritt. Für den Film Erdbeben bekam er seine letzte Oscarnominierung, allerdings in der für ihn eher ungewöhnlichen Sparte Production Designer. Hier hatte er nur wenige Arbeiten vorzuweisen, ebenso als Produzent.

## Auszeichnungen
Während seiner Laufbahn, die mit … dann kam der Orkan (The Hurricane, 1937) als Assistent begann und bis Erdbeben (Earthquake, 1974) andauerte, wurde er zwischen 1941 und 1975 nicht weniger als 14 Mal für den Oscar nominiert. Dreimal konnte er den Preis gewinnen: 1944 für Phantom der Oper (Phantom of the Opera), 1960 für Spartacus und 1963 für Wer die Nachtigall stört (To Kill a Mockingbird).

## Filmografie (Auswahl)
- 1935: Folies Bergère de Paris
- 1935: Goldfieber in Alaska (Call of the Wild)
- 1937: … dann kam der Orkan (The Hurricane)
- 1939: Zauberer der Liebe (Eternally Yours)
- 1941: Der Auslandskorrespondent (Foreign Correspondent)
- 1941: Ehekomödie (That Uncertain Feeling)
- 1941: Waffenschmuggler von Kenya (Sundown)
- 1942: Arabische Nächte (Arabian Nights)
- 1943: Phantom der Oper (Phantom of the Opera)
- 1943: Unternehmen Donnerschlag (Gung Ho!)
- 1944: Die Schlangenpriesterin (Cobra Woman)
- 1944: San Diego, ich liebe dich (San Diego, I Love You)
- 1944: The Climax
- 1945: Straße der Versuchung (Scarlet Street)
- 1946: Die wunderbare Puppe (Magnificent Doll)
- 1947: Smash-Up: The Story of a Woman
- 1947: Briefe aus dem Jenseits (The Lost Moment)
- 1948: Tal der Leidenschaften (Tap Roots)
- 1948: Startbahn ins Glück (You Gotta Stay Happy)
- 1948: Brief einer Unbekannten (Letter from an Unknown Woman)
- 1949: Spielfieber (The Lady Gambles)
- 1949: Schwert in der Wüste (Sword in the Desert)
- 1949: Die schwarzen Teufel von Bagdad (Bagdad)
- 1950: Revolverlady (Frenchie)
- 1951: Piraten von Macao (Smuggler's Island)
- 1951: Dschingis Khan – Die goldene Horde (The Golden Horde)
- 1952: Der Schatz im Canyon (The Treasure of the Lost Canyon)
- 1952: Sturmfahrt nach Alaska (The World in His Arms)
- 1952: Schüsse in New Mexico (The Duel at Silver Creek)
- 1952: It Grows on Trees
- 1952: Gegen alle Flaggen (Against All Flags)
- 1953: Die Welt gehört ihm (The Mississippi Gambler)
- 1953: Frauen in der Nacht (Girls in the Night)
- 1953: Mündungsfeuer (Gunsmoke)
- 1953: Die Stadt unter dem Meer (City Beneath the Sea)
- 1953: Seminola (Seminole)
- 1953: Auf verlorenem Posten (The Lone Hand)
- 1953: Der Legionär der Sahara (Desert Legion)
- 1953: Abbott and Costello Go to Mars
- 1953: Die Hand am Colt (Law and Order)
- 1953: Kolonne Süd (Column South)
- 1953: Die Todesbucht von Louisiana (Thunder Bay)
- 1953: Eine abenteuerliche Frau (Take Me to Town)
- 1953: Der große Aufstand (The Great Sioux Uprising)
- 1953: All meine Sehnsucht (All I Desire)
- 1953: Der Mann vom Alamo (The Man from the Alamo)
- 1953: Der Prinz von Bagdad (The Veils of Bagdad)
- 1953: Verschwörung auf Fort Clark (War Arrow)
- 1954: Die Glenn Miller Story (The Glenn Miller Story)
- 1954: Über den Todespaß (The Far Country)
- 1954: Der eiserne Ritter von Falworth (The Black Shield of Falworth)
- 1954: Duell in Socorro (Dawn at Socorro)
- 1954: Schwaches Alibi (Naked Alibi)
- 1954: Gewehre für Bengali (Bengal Brigade)
- 1954: Die Nacht der Rache (Four Guns to the Border)
- 1954: Gold aus Nevada (The Yellow Mountain)
- 1954: Destry räumt auf (Destry)
- 1954: Drei Matrosen in Paris (So This Is Paris)
- 1954: Attila, der Hunnenkönig (Sign of the Pagan)
- 1955: Seine letzte Chance (Six Bridges to Cross)
- 1955: Abbott und Costello als Gangsterschreck (Abbott and Costello Meet the Keystone Cops)
- 1955: Wenn die Ketten brechen (Captain Lightfoot)
- 1955: Mit stahlharter Faust (Man Without a Star)
- 1955: Die Rache des Ungeheuers (Revenge of the Creature)
- 1955: Rauchsignale (Smoke Signal)
- 1955: Duell mit dem Teufel (The Man from Bitter Ridge)
- 1955: Der Speer der Rache (Chief Crazy Horse)
- 1955: Plünderer am Pikes Peak (The Looters)
- 1955: Metaluna IV antwortet nicht (This Island Earth)
- 1955: Die purpurrote Maske (The Purple Mask)
- 1955: In all diesen Nächten (The Shrike)
- 1955: Abbott und Costello als Mumienräuber (Abbott and Costello Meet the Mummy)
- 1955: Goldenes Feuer (Foxfire)
- 1955: Und wäre die Liebe nicht… (One Desire)
- 1955: Das Haus am Strand (Female on the Beach)
- 1955: Der Privatkrieg des Major Benson (The Private War of Major Benson)
- 1955: Zur Hölle und zurück (To Hell and Back)
- 1955: Was der Himmel erlaubt (All that Heaven Allows)
- 1955: El Tigre
- 1955: Das gibt es nur in Kansas (The Second Greatest Sex)
- 1955: Die nackte Geisel (Lady Godiva)
- 1955: Tarantula
- 1955: Mit roher Gewalt (The Spoilers)
- 1955: Der Schläger von Chicago (The Square Jungle)
- 1956: Die Benny Goodman Story (The Benny Goodman Story)
- 1956: Es gibt immer ein Morgen (There's Always Tomorrow)
- 1956: Nur du allein (Never Say Goodbye)
- 1956: Das Geheimnis der fünf Gräber (Backlash)
- 1956: Schonungslos (The Price of Fear)
- 1956: Die Meute lauert überall (Raw Edge)
- 1956: Auf der Spur des Todes (Red Sundown)
- 1956: Das Ungeheuer ist unter uns (The Creature Walks Among Us)
- 1956: Stunden des Terrors (A Day of Fury)
- 1956: Noch heute sollst du hängen (Star in the Dust)
- 1956: Vom Teufel verführt (The Rawhide Years)
- 1956: Du oder ich (Outside the Law)
- 1956: Blutroter Kongo (Congo Crossing)
- 1956: Verdammte hinter Gittern (Behind the High Wall)
- 1956: Ritt in den Tod (Walk the Proud Land)
- 1956: Klar Schiff zum Gefecht (Away All Boats!)
- 1956: Dem Tode entronnen (Pillars of the Sky)
- 1956: Schüsse peitschen durch die Nacht (Showdown at Abilene)
- 1956: In den Fängen des Teufels (The Unguarded Moment)
- 1956: In den Wind geschrieben (Written on the Wind)
- 1956: Schieß oder stirb! (A Gun for a Coward)
- 1956: Rock ‘n’ Roll (Rock, Pretty Baby!)
- 1957: Wem die Sterne leuchten (Four Girls in Town)
- 1957: Istanbul
- 1957: Der Engel mit den blutigen Flügeln (Battle Hymn)
- 1957: Die unglaubliche Geschichte des Mister C. (The Incredible Shrinking Man)
- 1957: Mister Cory
- 1957: Kreuzverhör (The Tattered Dress)
- 1957: Überall lauert der Tod (Man Afraid)
- 1957: Das todbringende Ungeheuer (The Deadly Mantis)
- 1957: Die Rose von Tokio (Joe Butterfly)
- 1957: Der Tod war schneller (The Eyes of Father Tomasino)
- 1957: Der Flug zur Hölle (The Land Unknown)
- 1957: Die Uhr ist abgelaufen (Night Passage)
- 1957: Der Mann mit den 1000 Gesichtern (Man of a Thousand Faces)
- 1957: Drei Schritte vor der Hölle (Slaughter at Tenth Avenue)
- 1957: Quantez, die tote Stadt (Quantez)
- 1957: Der letzte Akkord (Interlude)
- 1957: Mein Mann Gottfried (My Man Godfrey)
- 1957: Ein Toter kommt zurück (Joe Dakota)
- 1957: Des Teufels Lohn (Man in the Shadow)
- 1957: Duell in den Wolken (The Tarnished Angels)
- 1957: Das Geheimnis des steinernen Monsters (The Monolith Monsters)
- 1958: Das Herz ist stärker (Flood Tide)
- 1958: Die letzte Kugel (The Day of the Bad Man)
- 1958: Immer Ärger mit den Frauen (The Lady Takes a Flyer)
- 1958: Das ist Musik (The Big Beat)
- 1958: Einer stand allein (Damn Citizen)
- 1958: Im Zeichen des Bösen (Touch of Evil)
- 1958: Asphalt-Hyänen (Girls on the Loose)
- 1958: Männer über Vierzig (This Happy Feeling)
- 1958: Zeit zu leben und Zeit zu sterben (A Time to Love and a Time to Die)
- 1958: Der Tod reitet mit (Wild Heritage)
- 1958: Kampf auf Leben und Tod (The Last of the Fast Guns)
- 1958: Hart am Wind (Twilight for the Gods)
- 1958: Sturm über Eden (Raw Wind in Eden)
- 1958: Die Stimme im Spiegel (Voice in the Mirror)
- 1958: Bis zur letzten Patrone (The Story of Hemp Brown)
- 1958: Verräter unter uns (Money, Women and Guns)
- 1958: Der weiße Teufel von Arkansas (Ride a Crooked Trail)
- 1958: Urlaubsschein nach Paris (The Perfect Furlough)
- 1958: Der Schrecken schleicht durch die Nacht (Monster on the Campus)
- 1958: Zu jung (The Restless Years)
- 1958–1959: Peter Gunn (Fernsehserie, 37 Folgen)
- 1959: Ein Fremder in meinen Armen (A Stranger in My Arms)
- 1959: Auf der Kugel stand kein Name (No Name on the Bullet)
- 1959: Solange es Menschen gibt (Imitation of Life)
- 1959: Morgen bist du dran (The Wild and the Innocent)
- 1959: Diese Erde ist mein (This Earth Is Mine)
- 1959: Der Fischer von Galiläa (The Big Fisherman)
- 1959: Unternehmen Petticoat (Operation Petticoat)
- 1959: Tausend Meilen Staub (Fernsehserie, 9 Folgen)
- 1959: Twilight Zone (Fernsehserie, 1 Folge)
- 1960: Spartacus
- 1960: Sieben Wege ins Verderben (Seven Ways from Sundown)
- 1960: Mitternachtsspitzen (Midnight Lace)
- 1960: Ein charmanter Hochstapler (The Great Impostor)
- 1961: Die gnadenlosen Vier (Posse from Hell)
- 1961: El Perdido (The Last Sunset)
- 1961: Endstation Paris (Back Street)
- 1961: Mandelaugen und Lotosblüten (Flower Drum Song)
- 1961: Ein Pyjama für zwei (Lover Come Back)
- 1961: Der Außenseiter (The Outsider)
- 1962: Sechs schwarze Pferde (Six Black Horses)
- 1962: Ein Köder für die Bestie (Cape Fear)
- 1962: Einsam sind die Tapferen (Lonely Are the Brave)
- 1962: Ein Hauch von Nerz (That Touch of Mink)
- 1962: Am schwarzen Fluß (The Spiral Road)
- 1962: … gefrühstückt wird zu Hause (If a Man Answers)
- 1962: Wer die Nachtigall stört (To Kill a Mockingbird)
- 1962: Ein Rucksack voller Ärger (40 Pounds of Trouble)
- 1963: Der hässliche Amerikaner (The Ugly American)
- 1963: Der eiserne Kragen (Showdown)
- 1963: Die Totenliste (The List of Adrian Messenger)
- 1963: Sandra und der Doktor (Tammy and the Doctor)
- 1963: Der Kommodore (A Gathering of Eagles)
- 1963: Was diese Frau so alles treibt (The Thrill of It All)
- 1963: Der Fuchs geht in die Falle (For Love or Money)
- 1963: Captain Newman
- 1964: Die Insel der blauen Delphine (The Island of the Blue Dolphins)
- 1964: So bändigt man Eva (I'd Rather Be Rich)
- 1964: Die letzte Kugel trifft (Bullet for a Badman)
- 1964: Ein tollkühner Draufgänger (The Lively Set)
- 1964: Schick mir keine Blumen (Send Me 9No Flowers)
- 1964: Das Mädchen mit der Peitsche (Kitten with a Whip)
- 1964: Der große Wolf ruft (Father Goose)
- 1964: Taggart
- 1964: Er kam nur nachts (The Night Walker)
- 1965: Fremde Bettgesellen (Strange Bedfellows)
- 1965: Widersteh, wenn du kannst (Bus Riley's Back in Town)
- 1965: Das Schwert des Ali Baba (The Sword of Ali Baba)
- 1965: Es geschah um 8 Uhr 30 (I Saw What You Did)
- 1965: Die 27. Etage (Mirage)
- 1965: Der Mann vom großen Fluß (Shenandoah)
- 1965: Bei Madame Coco (The Art of Love)
- 1965: Ein Appartement für drei (A Very Special Favor)
- 1965: Heiraten will gelernt sein (Love and Kisses)
- 1965: Das Schlafzimmer ist nebenan (That Funny Feeling)
- 1965: Die Normannen kommen (The War Lord)
- 1965: New York Expreß (Blindfold)
- 1965: Der Schuß (Moment to Moment)
- 1966: Rancho River (The Rare Breed)
- 1966: Western Patrouille (Incident at Phantom Hill)
- 1966: Madame X
- 1966: Der Colt ist das Gesetz (Gunpoint)
- 1966: … und jetzt Miguel (And Now Miguel)
- 1966: Gespensterparty (Munster, Go Home!)
- 1966: Tausend Gewehre für Golden Hill (The Plainsman)
- 1966: Drei Fremdenlegionäre (Beau Geste)
- 1966: Südwest nach Sonora (The Appaloosa)
- 1966: Zwei tolle Kerle in Texas (Texas Across the River)
- 1966: Der Sheriff schießt zurück (Gunfight in Abilene)
- 1967: Tobruk
- 1967: Modern Millie – Reicher Mann gesucht (Thoroughly Modern Millie)
- 1967: Ritt zum Galgenbaum (The Ride to Hangman's Tree)
- 1967: Sturm auf Höhe 404 (The Young Warriors)
- 1967: Die tollen Abenteuer der schönen Pauline (The Perils of Pauline)
- 1967: 25 000 Dollar für einen Mann (Banning)
- 1967: Als Jim Dolan kam (Rough Night in Jericho)
- 1967: Der Pirat des Königs (The King's Pirate)
- 1967: Satanische Spiele (Games)
- 1967: Rosie (Rosie!)
- 1967: Der Gnadenlose (P. J.)
- 1967: Das Teufelsweib von Texas (The Ballad of Josie)
- 1967: Der Befehl (Counterpoint)
- 1968: Der Etappenheld (The Secret War of Harry Frigg)
- 1968: Nur noch 72 Stunden (Madigan)
- 1968: Sein Name war Gannon (A Man Called Gannon)
- 1968: Der schnellste Weg zum Jenseits (A Lovely Way to Die)
- 1968: Mit allen Wassern gewaschen (Don't Just Stand There)
- 1968: Hochzeitsnacht vor Zeugen (What's So Bad About Feeling Good?)
- 1968: Die mit den Wölfen heulen (The Hell with Heroes)
- 1968: Coogans großer Bluff (Coogan's Bluff)
- 1968: Die Schurken vom Bolivar (The Pink Jungle)
- 1968: Jedes Kartenhaus zerbricht (House of Cards)
- 1968: Die Unerschrockenen (Hellfighters)
- 1969: Sweet Charity
- 1969: Frank Patch – Deine Stunden sind gezählt (Death of a Gunfighter)
- 1969: Indianapolis (Winning)
- 1969: Grüne Augen in der Nacht (Eye of the Cat)
- 1969: The Lost Man – Es führt kein Weg zurück (The Lost Man)
- 1969: Sexualprotz wider Willen (The Love God)
- 1969: Blutige Spur (Tell Them Willie Boy Is Here)
- 1969: Ein himmlischer Schwindel (Change of Habit)
- 1969: Die Macht des Geldes (Fernsehserie  11 Folgen)
- 1970: Airport
- 1970: Colossus
- 1970: Eine Frau für Charley (A Woman for Charley)
- 1970: Ich liebe meine Frau (I Love My Wife)
- 1971: Betrogen (The Beguiled)
- 1971: Im Morgengrauen brach die Hölle los (Raid on Rommel)
- 1971: Heißes Gold aus Calador (One More Train to Rob)
- 1971: Abrechnung in Gun Hill (Shootout)
- 1971: Sadistico (Play Misty for Me)
- 1971: Schlachthof 5 (Slaughterhouse-Five)
- 1972: Der große Minnesota-Überfall (The Great Northfield Minnesota Raid)
- 1972: Sinola (Joe Kidd)
- 1973: Die Geier warten schon (Showdown)
- 1973: Begegnung am Vormittag (Breezy)
- 1973: Jefferson Bolt – Reisender in Dynamit (That Man Bolt)
- 1974: Erdbeben (Earthquake)